# Jemtchoug
Le Jemtchoug (en russe : Жемчуг, « perle »), est un croiseur protégé de deuxième classe, de la classe Izoumroud.
Ce type de navires est construit pour la flotte russe du Pacifique. Dans la période de 1901-1904, deux croiseurs sont construits : le Jemtchoug et l’Izoumroud (Изумруд). 
Ces deux navires ont été affectés dans la deuxième escadre du Pacifique et prennent part à la guerre russo-japonaise de 1904-1905 et survivent à la bataille de Tsushima les 27 mai et 28 mai 1904. Malgré l'ordre donné par l'amiral Niébogatov, le vice-amiral Fersen, commandant de l’Izoumroud, refuse de capituler devant les Japonais et fait saborder ce croiseur le 29 mai 1904. Le Jemtchoug ainsi que l’Aurore et l’Oleg parviennent à gagner Manille, où ils sont consignés par la marine américaine.
De retour à Vladivostok, son équipage se mutine et y participe aux émeutes de la révolution russe de 1905. Arrêtés, les marins passent en cour martiale.
Le Jemtchoug reste ensuite en activité dans la Marine impériale de Russie ; au début de la Première Guerre mondiale, il est coulé par le croiseur allemand SMS Emden en octobre 1914 à la bataille de Penang.

## Sources et bibliographie
- (ru) V.V. Khromov, Le Croiseur de type «Perle» , A. Ragouzina, Moscou, 2005, 32 pp., (Collection Mer № 1 (70), 2005), 4 000 exemplaires.